# Feketehasú csér
A feketehasú csér (Sterna acuticauda) a madarak osztályának lilealakúak (Charadriiformes) rendjébe, ezen belül a csérfélék (Sternidae) családjába tartozó faj.
A magyar név forrással nincs megerősítve, lehet, hogy az angol név tükörfordítása (Black-bellied Tern).

## Előfordulása
Banglades, Kambodzsa, India, Laosz, Mianmar, Nepál, Pakisztán, Thaiföld és Vietnám területén honos. Kóborlásai során eljut Kínába is.

## Alfaja
- Sterna acuticauda melanogaster

## Megjelenése
Átlagos testhossza 33 centiméter. Feje felső része és tarkója fekete, feje alsó része és torka fehér, csőre és lába vörös. A tollazata a hátán kékesszürke, hasi része fekete.